# Luke Daniels
Luke Daniels, né le 5 janvier 1988 à Bolton, est un footballeur anglais qui joue au poste de gardien de but.

## Biographie

### Carrière en club
Issu de l'académie du West Bromwich Albion, il est prêté aux clubs de Motherwell, Shrewsbury Town et autres avant de faire ses débuts professionnels avec les Baggies lors d'un match de la ligue contre Everton .
Le 22 janvier 2015, il rejoint Scunthorpe United.
Le 24 mai 2017, il rejoint Brentford.
Le 14 juillet 2023, il rejoint Forest Green Rovers.